# E-rara
La plateforme de coopération nationale e-rara.ch numérise les imprimés datant des 15e au 20e siècles des bibliothèques suisses, tombés désormais dans le domaine public, et les met gratuitement à disposition sur la Toile.
La plateforme vise les objectifs suivants : 
- Numérisation coordonnée des imprimés des 15e au 20e siècles des bibliothèques suisses selon des standards de qualité homogènes
- Importation centralisée dans la plateforme des documents scannés et des métadonnées bibliographiques
- Référencement continu des documents électroniques via  DOI
- Présentation des contenus sur une plateforme commune[1].

La plateforme a été activée en 2010. Actuellement, quelque 83 387 titres peuvent y être consultés (situation au 13 novembre 2020), dont des imprimés, des cartes, des impressions graphiques et des imprimés musicaux.
Dans le cadre du projet pilote « e-rara.ch : réutilisation pour la recherche – vers le texte intégral » (en abrégé: e-rara.ch : texte intégral), la plateforme e-rara.ch a été enrichie de fonctionnalités liées à la reconnaissance de texte (OCR). Dans ce contexte, l’accent portait sur les polices Antiqua publiées dès 1830. Il est désormais possible de procéder à une recherche en texte intégral dans les documents concernés.
La plateforme e-rara.ch s’enrichit largement grâce au projet de numérisation DigiTur mis en place par la Bibliothèque de l'École polytechnique fédérale de Zurich, qui numérise les principaux pans du patrimoine culturel et historique de la ville ainsi que du canton de Zurich. La plateforme s’appuie techniquement sur le produit Visual Library des entreprises semantics GmbH et Walter Nagel GmbH & Co. KG.

## Bibliothèques participantes
La Bibliothèque publique et universitaire de Bâle-Ville, la Bibliothèque universitaire de Berne, la Bibliothèque de Genève, la Bibliothèque de l'École polytechnique fédérale de Zurich et la Bibliothèque centrale de Zurich exploitent ensemble la plateforme. L’ensemble de la coordination ainsi que l’exploitation technique sont du ressort de Bibliothèque de l'École polytechnique fédérale de Zurich. Dix-huit autres bibliothèques de Suisse (situation à novembre 2020) contribuent également à étoffer en continu les contenus disponibles grâce à leurs collections. En principe, toutes les bibliothèques suisses peuvent participer au projet e-rara.ch.

## Développement de la plateforme (2008-2012)
La plateforme a été conçue dans le cadre du projet national d'innovation et de coopération e-lib.ch: Bibliothèque électronique suisse, qui gère également les e-codices et Kartenportal.CH. Les exploitants actuels de la plateforme étaient également partenaires de coopération du projet.
L'objectif premier était de proposer en ligne les imprimés suisses datant du XVIe siècle disponibles dans les bibliothèques suisses et d’en permettre l’utilisation gratuite. Dans ce contexte, une collaboration directe avec le projet VD 16 a été initiée. Durant les quatre premières années, de nouveaux contenus ont été ajoutés en continu (imprimés suisses des 17e au 19e siècles, sur des sujets thématiques sélectionnés. Pour ce faire, les partenaires ont introduit leurs propres centres de numérisation et des workflows dédiés, tout en consolidant leur savoir-faire. Le respect des standards de qualité élevés imposés à la numérisation et à la mise en exploitation a représenté un objectif déterminant.
À l’avenir également, la plateforme continuera d’être développée pour devenir encore plus intuitive.